# Timandra suffumata
Timandra suffumata là một loài bướm đêm trong họ Geometridae.